# Gerd Roman Frosch
Gerd Roman Frosch (* 29. Mai 1944 in Weißkirchen in Steiermark) ist ein österreichischer Filmregisseur, Schauspieler und Drehbuchautor.

## Leben
Frosch studierte Schauspielerei am Wiener Max Reinhardt Seminar und war danach als Theater- und Fernsehschauspieler in Salzburg, Wien und München tätig. Nachdem er nur kleinere Rollen bekommen hatte, begann er ein Studium der Rechtswissenschaften, das er jedoch bald wieder zugunsten der Filmgeschäfts aufgab. 1981 gewann er einen Preis für sein erstes Drehbuch. Für sein Regiedebüt, das Drama Dann ist nichts mehr wie vorher, schrieb er das Drehbuch zusammen mit seiner Ehefrau Edeltraud Rabitzer.

## Filmografie (Auswahl)

### Als Regisseur und Drehbuchautor
- 1986: Dann ist nichts mehr wie vorher

### Als Schauspieler
- 1975: Bitte keine Polizei – Diamanten vom Himmel (TV-Serie)
- 1981: Das sechste Streichholz
- 1981: Am Ufer der Dämmerung
- 1982: Das As der Asse